# Juliana Alexandrina de Leiningen-Heidesheim
Juliana Alexandrina de Leiningen-Dachsburg-Falkenburg-Heidesheim (21 de agosto de 1651 - 19 de abril de 1703), foi a segunda esposa do marquês Jorge III de Hesse-Itter.

## Família
Juliana Alexandrina era quinta filha do conde Emich XIII de Leiningen-Heideshein e da princesa Doroteia de Waldeck. Os seus avós paternos eram o conde João Luís de Leiningen-Heideshein e Maria Bárbara von Sulz. Os seus avós maternos eram o príncipe Cristiano de Waldeck e a condessa Isabel de Nassau-Siegen.

## Casamento e descendência
Juliana Alexandrina casou-se a 21 de julho de 1667 com o marquês Jorge III de Hesse-Itter. O casal teve três filhas:
- Sofia Juliana de Hesse-Itter (17 de julho de 1668 - 9 de agosto de 1668)
- Leonor de Hesse-Itter (15 de agosto de 1669 - 4 de setembro de 1714)
- Madalena Sibila de Hesse-Itter (14 de outubro de 1671 - 21 de abril de 1720)